# Iotapata

Vista panoramica dalla vetta di Tel Yodfat. Il moshav è a circa un quarto dell'immagine da sinistra.

Iotapata (in greco antico Ἰωτάπατα; anche Yodfat, Yodefat, Tel Yodfat, Jotapata, Jodeptah, Yotvah, Tell Jafat, o Jotbah) era un antico villaggio fortificato nella Galilea settentrionale, a nord di Seffori (Israele), principalmente noto per la sanguinosa battaglia che vi si svolse nel 67, durante la prima guerra giudaica e raccontata da Flavio Giuseppe nella sua opera Guerra giudaica.
(Giuseppe Flavio, La guerra giudaica, III, 7.7.158-160)

## Assedio di Iotapata

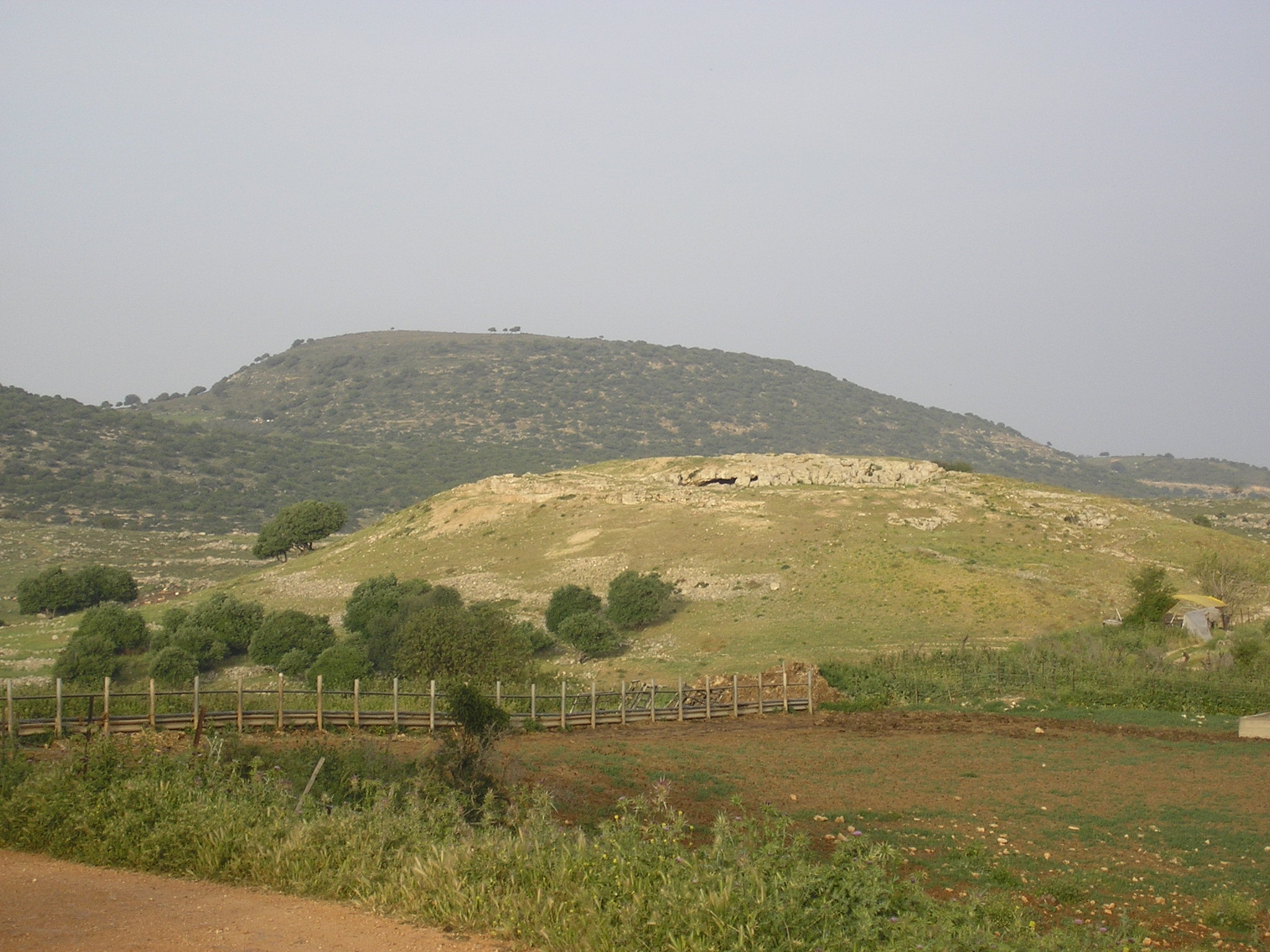
La collina dove sorgeva Iotapata

Iotapata giocò un ruolo importante nella prima guerra giudaica (66-73). La città ospitava il contingente di Flavio Giuseppe (all'epoca solo "Giuseppe"), ed era molto fortificata. Nel 67 vi arrivò l'esercito romano comandato dal generale Tito Flavio Vespasiano (il futuro imperatore Vespasiano) e composto da tre legioni — Legio V Macedonica, X Fretensis, and XV Apollinaris — e dalle truppe di sostegno, per un totale di 60.000 uomini. I Romani si accamparono sul lato nord, tentarono un attacco diretto che fallì e poi decisero di iniziare un assedio.
Gli Ebrei resistettero per 47 giorni all'assedio, riuscendo persino a ferire Vespasiano, ma alla fine la fortezza cadde (1º luglio 67). I Romani uccisero 40.000 persone, riducendo in schiavitù 1.000 tra donne e bambini. Una dozzina dei principali combattenti si suicidarono per non cadere nelle mani dei Romani, ma Giuseppe riuscì a sopravvivere (si veda il problema di Giuseppe).

## Iotapata oggi
Sulla collina a nord di Iotapata è stato fondato il moshav di Yodfat. Il sito archeologico di Iotapata, invece, non è stato ancora scavato.